# Johann Kaspar Lavater
Johann Kaspar Lavater (Zurique, 15 de novembro de 1741 – 2 de janeiro de 1801), além de pastor, foi filósofo, poeta, teólogo e um entusiasta do magnetismo animal na Suíça. É considerado o fundador da fisiognomonia, a arte de conhecer a personalidade das pessoas através dos traços fisionômicos.

## Primeiros anos
Johann Kaspar Lavater nasceu em 15 de novembro de 1741 em Zurique, Suíça, foi educado num ginásio onde contava com Johann Jakob Bodmer e Johann Jakob Breitinger entre os professores.
Com pouco mais de 21 anos Lavater distinguiu-se por muitas denuncias, em conjunto com seu amigo Henry Fuseli o pintor, contra um juiz iníquo, que foi obrigado a fazer a restituição de ganhos obtidos de forma obtusa.
Em 1769 Lavater tomou ordens sacras na Igreja Zwingliana Zurique, e ficou ordenado até sua morte, como diácono ou pastor nas igrejas em sua cidade natal. Seu fervor oratório e genuína profundidade de convicção lhe deu grande influência pessoal; Ele extensivamente foi consultado como um casuísta, e foi recebido com entusiasmo em suas viagens por toda a Alemanha.

## O encontro com Mesmer e sua amizade com Pestalozzi
Quando Mesmer deixa Paris em 1785, em viagem a Zurique, encontra-se com o pastor Johann Kaspar Lavater e com ele troca conhecimentos sobre o Magnetismo animal.
| “ | Lavater também se interessou muitíssimo, segundo seu amigo Goethe, pelo mesmerismo, tendo influenciado vários médicos, que, por sua vez, espalharam, com suas curas, as ideias mesméricas | ” |

Seus escritos sobre misticismo foram amplamente populares.
O biografo de Allan Kardec, Zeus Wantuil, comenta a ligação de Lavater com Pestalozzi com as seguintes palavras:
| “ | Esse pastor suíço, que se inclinaria ao ocultismo, distinguiu-se por uma grande tolerância (...) tendo sido para Pestalozzi um conselheiro e às vezes um protetor. Esta profunda amizade perdurou até a morte de Lavater(...) | ” |

 e reafirmado pela Revista Presença Espírita:
| “ | Lavater era amigo desde a juventude, de Pestalozzi, fundador do Instituto Yverdon, na Suíça | ” |

## Fisiognomia
Lavater é bem mais conhecido por seu trabalho no campo da fisiognomia, Physiognomische Fragmente zur Beförderung und der Menschenkenntnis Menschenliebe (1775-1778). A fama deste livro, que encontrou adeptos na França e na Inglaterra, bem como na Alemanha, repousa em grande parte sobre o belo estilo de publicação e as ilustrações que lhes são oriundas. As duas principais fontes que Lavater, em seus estudos fisiognômicos desenvolveu, foram os escritos do italiano Giovanni Battista della Porta, e as observações feitas por Sir Thomas Browne em sua obra Religio Medici (traduzido para o alemão em 1748 por Lavater).

## Cartas a Imperatriz Maria Feodorawna
Lavater escreveu célebres cartas a Imperatriz Maria Feodorovna, esposa do Imperador Paulo I da Rússia. Nessas cartas, Lavater expressa ideias sobre o estado da alma após a morte e coloca que o mundo invisível deve ser penetrável para a alma separada do corpo, assim como ele o é durante o sono mesmérico, que a alma aperfeiçoa em sua existência material as qualidades do corpo espiritual, veículo com que continuará a existir depois da morte e pelo qual conceberá e obrará uma nova existência, diz ainda que, o estado da alma depois da morte será fundado sempre neste princípio geralː
| “ | o homem colhe o que houver plantado e que cada alma, separada do seu corpo se apresenta a si própria, depois da morte, tal como ela é na realidade, seu peso intrínseco, como que obedecendo à lei de gravitação, atraí-la-á aos abismos insondáveis ou às regiões luminosas, fluídicas e etéreas; onde o bom Espírito elevar-se-á para os bons e o perverso será empurrado para os maus, atendendo à lei das afinidades. | ” |

Essas cartas, ao todo, foram escritas no período de 1796 a 1798 e enviadas de Zurique. Dezesseis anos antes, em Zurique e em Schaffhausen, Lavater teve ocasião de ser apresentado ao Conde e à Condessa do Norte] títulos usados então pelo Grão-Duque da Rússia e sua esposa em sua viagem pela Europa. Lavater estabelece nessas cartas que a alma, depois de deixar o corpo, pode inspirar ideias a qualquer pessoa que esteja apta a receber-lhe a luz, e assim fazer-se comunicar por escrito a algum amigo deixado na Terra.

## Ideais

### Poeta
Como poeta Lavater publicou Christliche Lieder (1776-1780) e dois épicos, Jesus Messias (1780) e Joseph von Arimatéia (1794), no estilo de Friedrich Gottlieb Klopstock. Mudando para o temperamento religioso de seu tempo de Lavater edita Aussichten in die Ewigkeit (4 volumes. 1768-1778), Geheimes Tagebuch von einem Beobachter seiner selbst (2 volumes., 1772-1773), e Pontius Pilatus, oder der Mensch in allen Gestalten (4 volumes., 1782-1785).

### Discordância
De 1774 em diante, Johann Wolfgang von Goethe estava intimamente relacionado com os objetivos de Lavater, mais tarde teve uma briga com ele, acusando-o de superstição e hipocrisia.

#### Antagonista ao racionalismo e morte de Kaspar
Lavater professava a indiferença de um místico ao cristianismo histórico, e embora considerado como um campeão da ortodoxia, era na verdade um antagonista do racionalismo. Durante seus últimos anos, Lavater teve sua influência diminuída, chegando mesmo a ser ridicularizado. Sua conduta durante a ocupação francesa da Suíça levou-o à morte. Na tomada de Zurique pelos franceses em 1799, Lavater, enquanto na tentativa de apaziguar os agressores, foi baleado por um granadeiro enfurecido. Ele morre aos 2 de janeiro de 1801 com muita firmeza. Pelo que Lavater expôs em sua época ele pode ser considerado um precursor de Allan Kardec. Nessas correspondências trocadas com a Imperatriz ele encaminhou cartas recebidas de um espírito desencarnado (psicografadas). O suíço artista e ilustrador, Warja Honegger-Lavater, foi uns dos descendentes diretos de Johann Kaspar Lavater.

## Obras
- Vermischte Schriften (Escritos Mistos) (2 volumes, 1774–1781)
- Kleinere prosaische Schriften (Escritos menores em prosa) (3 volumes, 1784–1785)
- Nachgelassene Schriften[nota 1] (Obras póstuma) (5 volumes, 1801–1802)
- Sämtliche Werke (Obras Completas) (Poemas; 6 volumes, 1836–1838)
- Ausgewählte Schriften (Coletânea de escritos) (8 volumes, 1841–1844).